# 勒马兰区
勒马兰区是马提尼克（法国海外省）所辖的一个区。总面积409平方公里，总人口106818，人口密度261人/平方公里（1999年）。主要城镇为勒马兰。

## 辖区
勒马兰区辖有13个县,共有12个市镇。